# Вестюрбиггд
Вестюрбиггд (исл. Vesturbyggð, исландское произношение: [ˈvɛstʏrˌpɪɣð]) — община на западе Исландии в регионе Вестфирдир. В 2021 году в общине на 1336 км² проживало 1064 человек.

## История
Община Вестюрбиггд была образована 11 июня 1994 года в рамках программы укрупнения муниципальных образований в Исландии в результате объединения четырёх небольших сельских общин — Бардастрандахреппюр, Рёйдасандсхреппюр, Патрексхреппюр и Бильдюдальсхреппюр. С тех пор границы Вестюрбиггд не менялись, хотя община периодически пытается уговорить соседний Таулькнафьярдархреппюр объединиться.

## География
В настоящее время территория Вестюрбиггд граничит на востоке с землями общины Рейкхоулахреппюр и на северо-востоке с общиной Исафьярдарбайр. На северо-западе земли Вестюрбиггд стороны суши полностью окружают сельскую общину Таулькнафьярдархреппюр, расположенную на берегу небольшого Таулькна-фьорда.
В Вестюрбиггд есть только три населённых пункта — Патрекфьордюр, Бильдюдалюр и Кроссхольт. Административным центром общины и самым большим поселением является Патрекфьордюр с населением 721 человек в 2021 году. Населения Бильдюдалюра составляет 238 человек, а в Кроссхольт постоянно проживают около 20 жителей.

## Инфраструктура
По территории общины проходят три дороги регионального значения — 40-километровый участок Вестфьярдарвегюр 60, Бардастрандарвегюр 62 и Бильдюдальсвегюр 63. Есть несколько дорог местного значения:  Таулькнафьярдарвегюр 617, Эрлигсхабнарвегюр  612, Кодльсвикюрвегюр  615, Рёйдасандсвегюр  614, Кетилдалавегюр  619 и Ламбейрарвегюр 618. 
Имеется небольшой аэропорт в 8 км к югу от города Билдюдалюр с регулярными рейсами в Рейкьявик. На западной стороне Патрекс-фьорда, в 25 км от Патрексфьордюра, есть резервный аэропорт, откуда иногда осуществляются медицинские или экстренные рейсы в Рейкьявик или Исафьордюр.
Есть три порта — в Патрексфьордюре, Бильдюдалюре и Брьяунслайкюре. Кроме того, есть частная гавань в Хёйкабергсвададль. Порты в Вестюрбиггд предоставляют все общие портовые услуги для рыболовных судов, паромов, круизных судов и небольших яхт.
Работает регулярная морская автомобильная грузопассажирская паромная переправа Брьяунслайкюр—Флатей—Стиккисхоульмюр между портом Брьяунслайкюр, островом Флатей и Стиккисхоульмюром (на севере Снайфедльснес, в 170 км от Рейкьявика). Паромная переправа является единственным средством доступа на остров Флатей, а в зимнее время в плохую погоду, когда бывают перекрыты дороги, обеспечивает транспортную доступность общины Вестюрбиггд и всего региона Вестфирдир. Переправа работает с 1924 года и обслуживается паромом Baldur, принадлежащим старейшей и крупнейшей исландской транспортной компании Eimskip. Паром ходит ежедневно один раз в день с остановкой во Флатей (в зимний сезон по субботам рейсы не осуществляются) и перевозит за раз около 49 легковых автомобилей и 280 пассажиров. Время в пути между Стиккисхоульмюр и Брьяунслайкюр около двух с половиной часов.

## Население
Источник: Mannfjöldi eftir kyni, aldri og sveitarfélögum 1998-2021 (исл.). hagstofa.is. Reykjavík: Hagstofa Íslands [Статистическая служба Исландии]. Дата обращения: 15 октября 2021.

## Галерея

Достопримечательности на территории общины
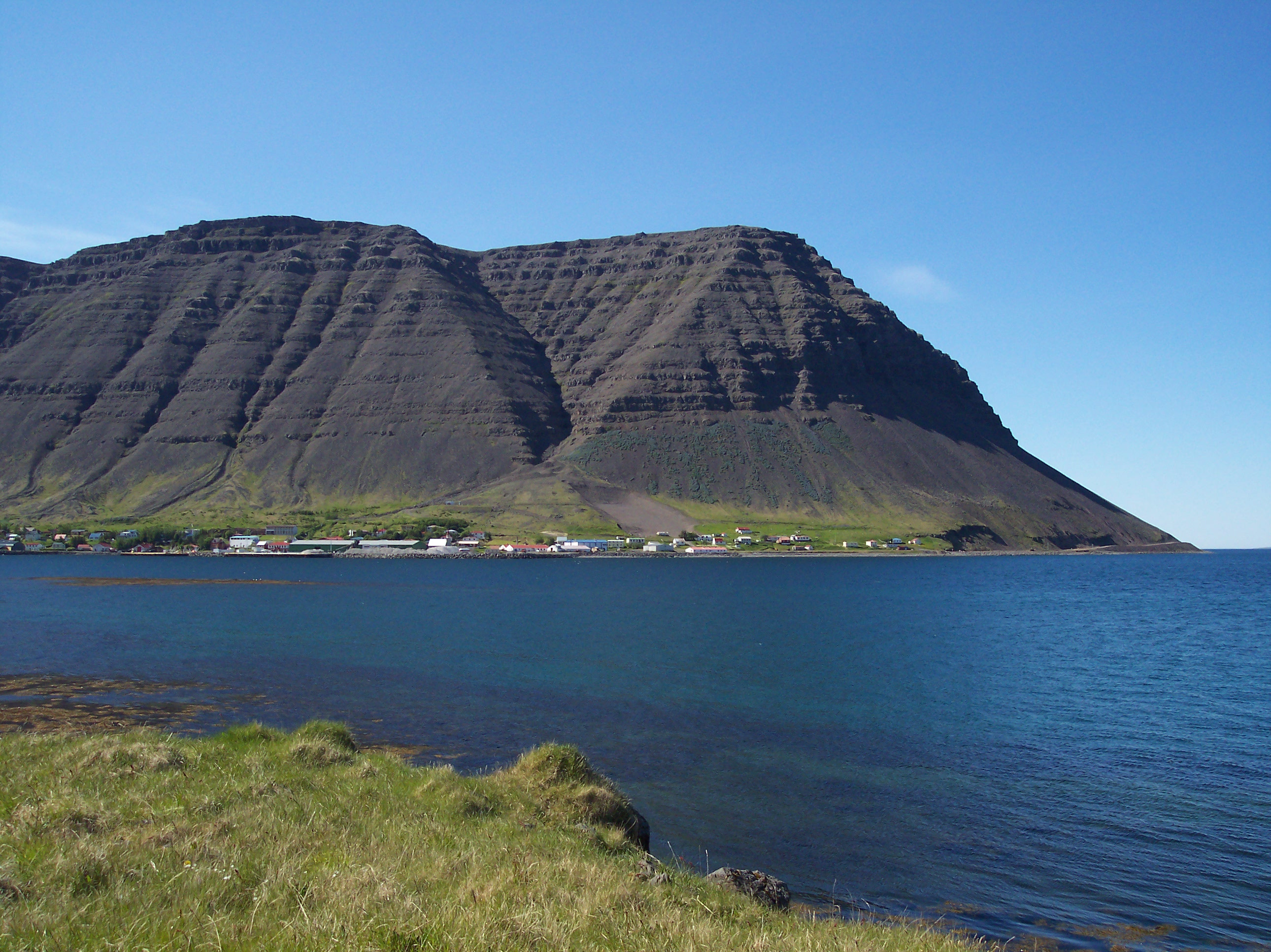
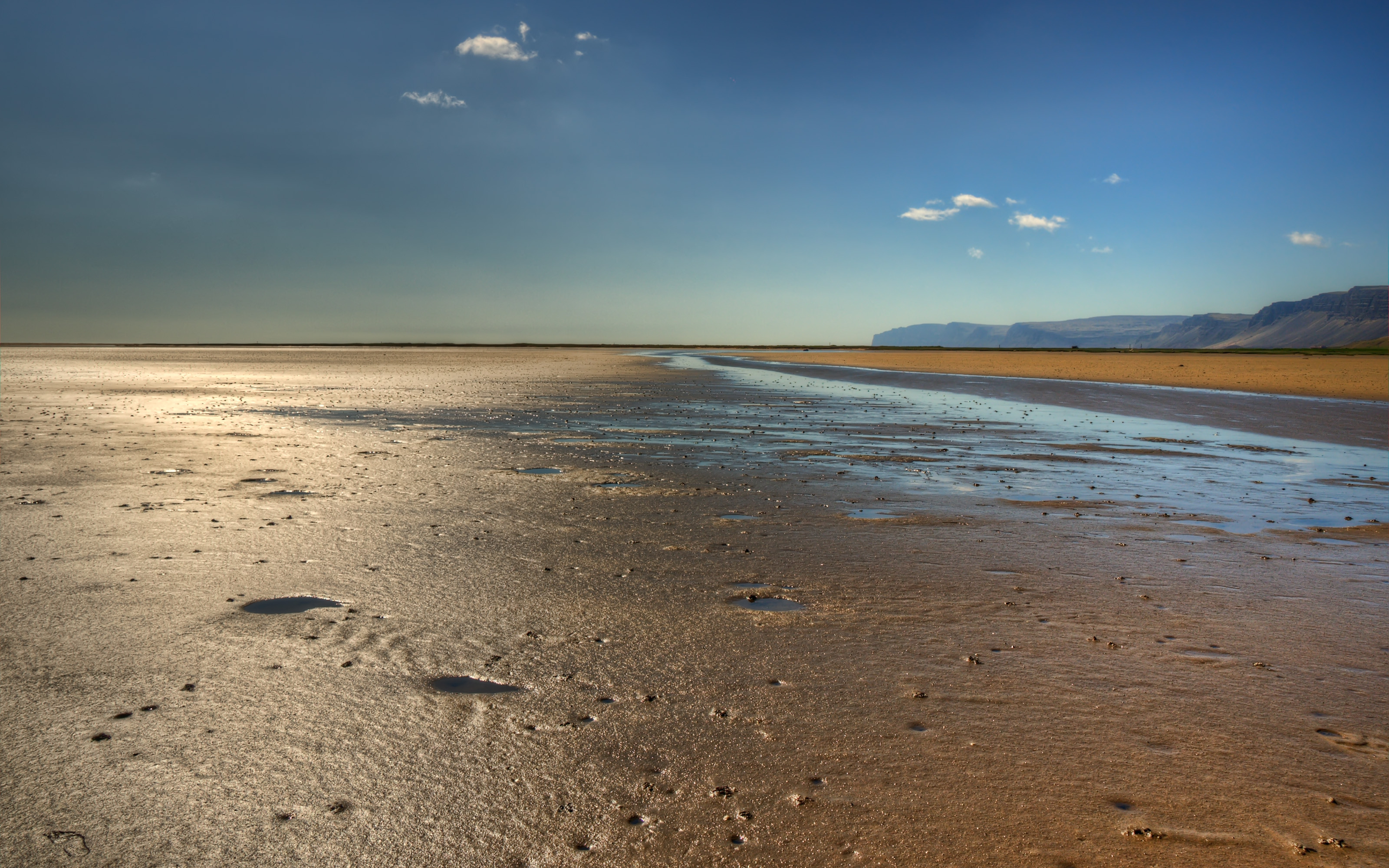
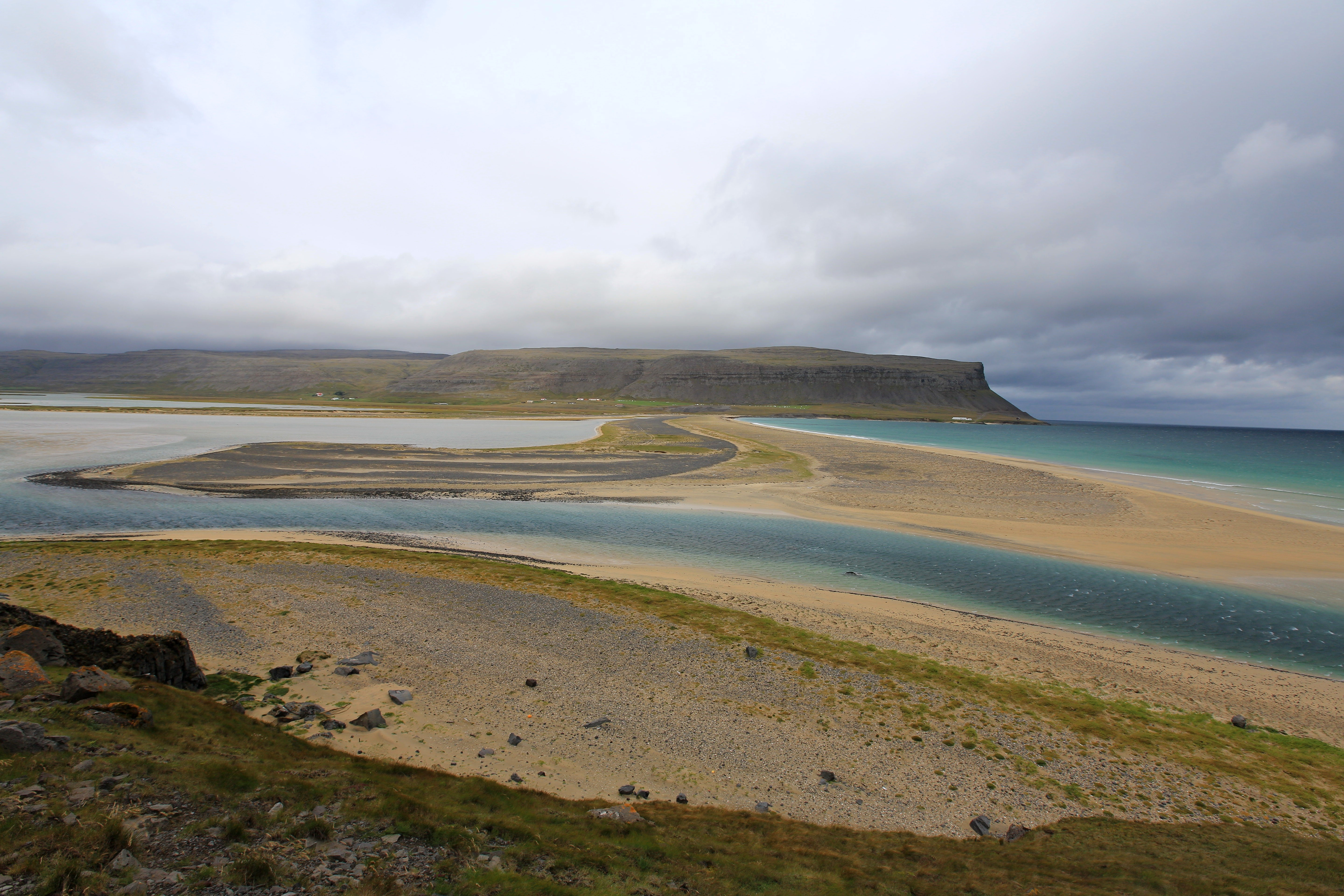
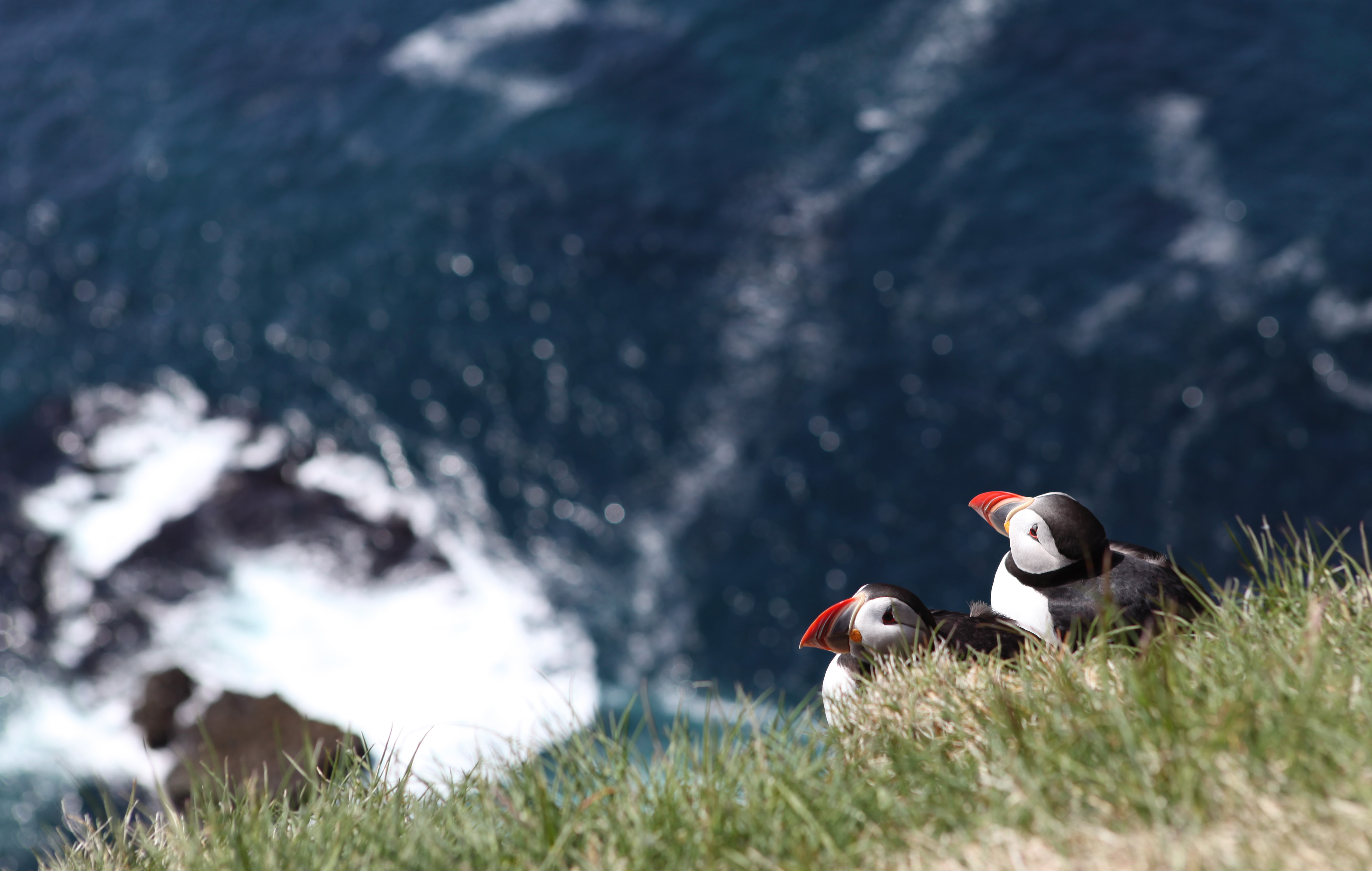
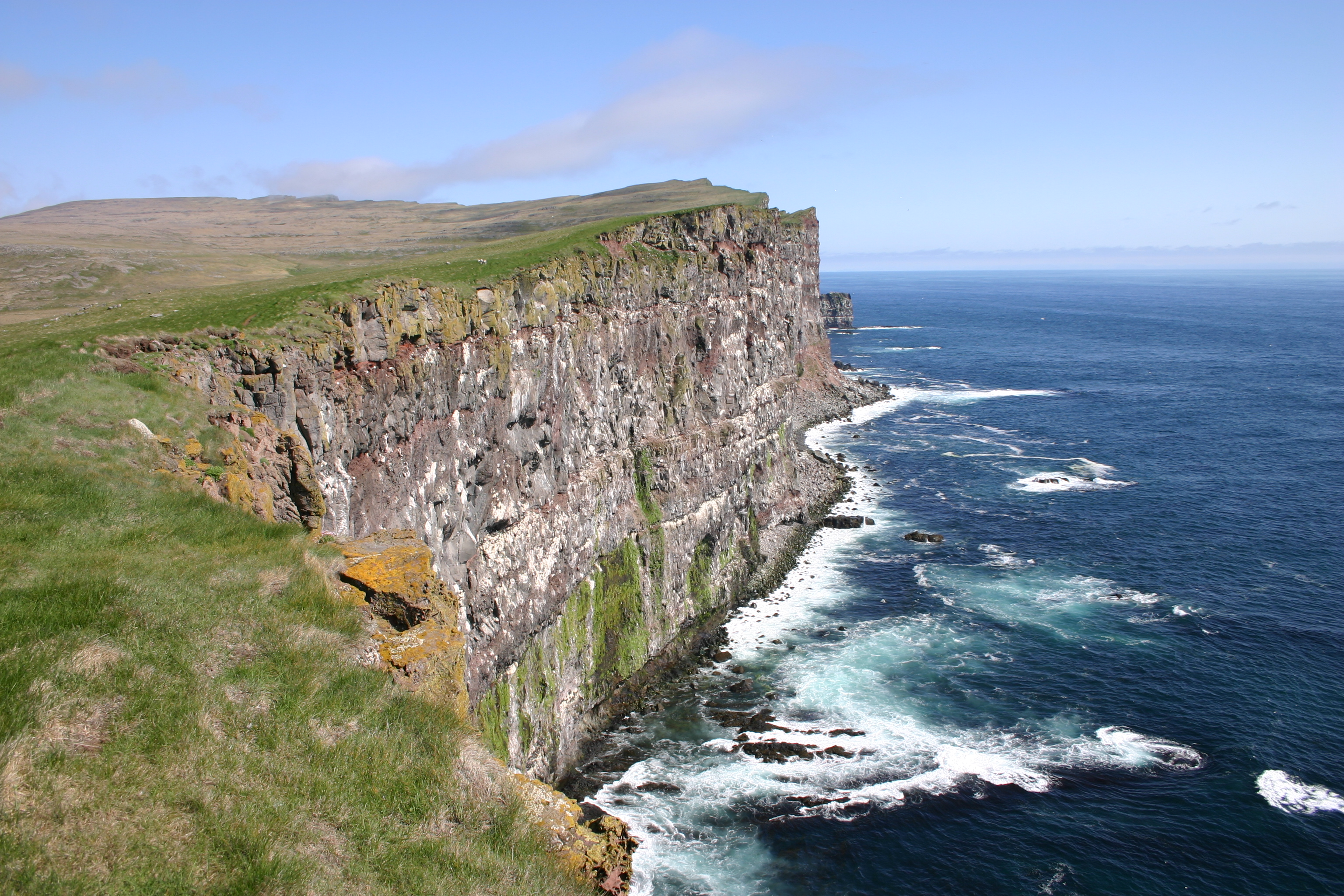
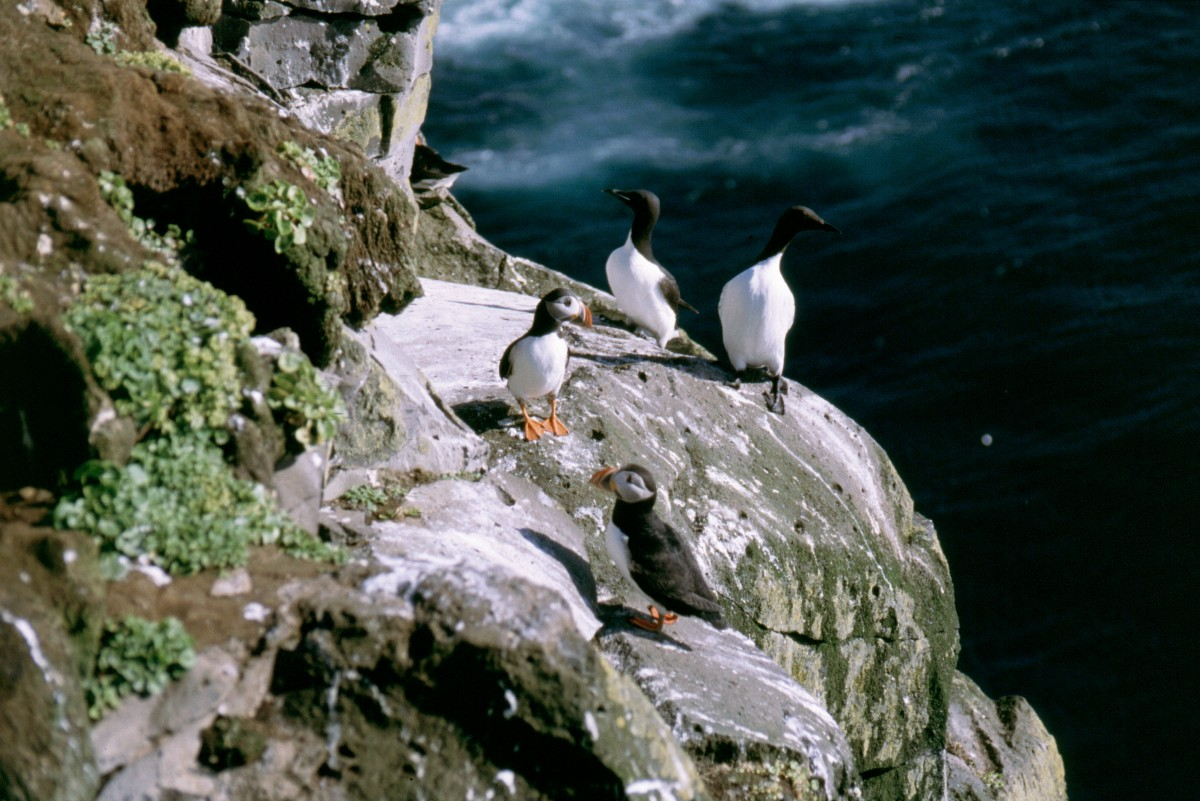
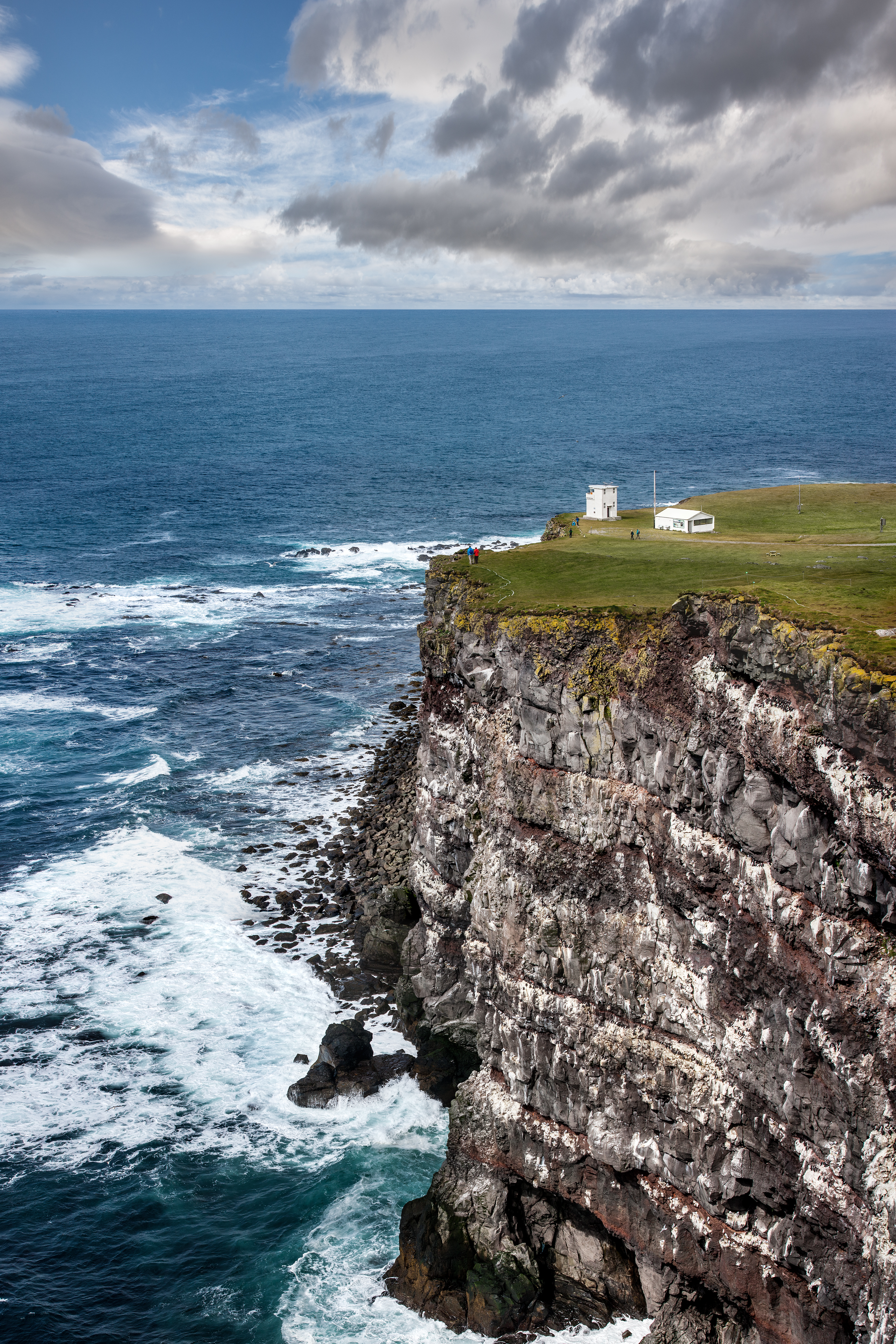